# Савицька Іванна Олександрівна
Іва́нна Олекса́ндрівна Сави́цька (до шлюбу Трешневська; 14 березня 1914, Опарівка, повіт Стрижів, Галичина — 2011) — українська дитяча письменниця. З 1949 жила у США.

## Біографія
Народилася 14 березня 1914 р. у Кросно (Галичина). Почала друкуватися у 1930-х: у 1931 в журналі «Вогні» вийшов перший напис «Жебрачка». Згодом редактор Юліян Костюк відкрив для неї «дитячий куточок» в католицькій газеті «Український Бескид» у Перемишлі. Редактор отець Семен Їжик запросив до співпраці в журналі «Мій приятель», працювала в часописі 17 років.
Емігрувала, спочатку перебувала у Німеччині, потім у Канаді. У 1949 р. переїхала до США, мешкала в Чикаго.
Дісталась на працю до Організації Об'єднаних Націй у Нью-Йорку, працювала 12 років.
Працювала в дитячих журналах «Світ дитини», «Дзвіночок», «Веселка». У 2004 р. відзначила 90-річчя у реабілітаційному Контіненталь Кер-Сентер.

## Твори
Авторка збірок віршів «Серце» (1953), «Українські молоді пісні»
(1957), «Незабудьки» (1959), «З мого вікна» (1997); збірок оповідань і казок «З пташиного лету» (1974), «Наша хатка» (1957), «Золоті дзвіночки» (1958), «Три казочки» (1961), «Денник Ромця» (1963); драматичних і гумористичних творів «Гість із неба» (1955).
- Збірка віршів «Серце» (1953)
- П'єса «Гість із неба» (1955)
- Збірка віршів «Українські молоді пісні» (1957)
- Збірка оповідань і казок «Наша хатка» (1957)
- Збірка оповідань і казок «Золоті дзвіночки» (1958)
- Збірка віршів «Незабудьки» (1959)
- Збірка оповідань і казок «Три казочки» (1961)
- Збірка оповідань і казок «Денник Ромця» (1963)
- Савицька І. З пташиного лету: Образки сучасного, дружні усмішки, репортажі. — Нью-Йорк: Червона калина, 1974. — 140 с.
- Савицька І. Ой верше мій, верше… Нариси з минулого й сучасного Лемківщини. — Кренфорд, 1982. — 80 с.
- Савицька І. Ци помнеш, лемку? // Слово. Збірник 11. — Б. м.:ОУП «Слово», 1987. — С.160-164.
- Савицька І. З мого вікна: Настроєві ескізи, мальовані на канві життя. — Джерзі Ситі: Свобода, 1997. — 139 с.

## Сім'я
Чоловік — Роман Савицький.